# 卫戍总司令部
卫戍总司令部是中华民国在大陆时期设立的军事机关。负责首都地区的军事警备任务。

## 历史

### 南京卫戍总督府
1912年1月11日中华民国南京临时政府设立南京卫戍总督府，统辖首都南京卫戍勤务。1912年1月18日公布《南京卫戍区司令官条例》，设总督1人，直隶于临时大总统，统辖指挥卫戌区内之驻军、宪兵、要塞等。分设东、西、北卫戍司令官。

### 护法军政府卫戍总司令部
1917年9月孙中山在广州组织护法军政府（陆海军大元帅府），设立卫戍总司令部。

### 京畿卫戍总司令部
1917年8月18日北洋政府对德宣战时设置京畿警备司令维持京师治安。1919年9月3日京畿警备司令部改为京畿卫戍总司令部。1919年11月19日公布《京畿卫戍总司令部组织令》，卫戍总司令直属中华民国大总统，职掌：警卫京畿地方，灾害救防，保护公府和官署，防护陆军各建筑物。京畿卫戍总司令部内设参谋、秘书、副官、执法、军需、军医六处，平时所辖卫戍部队由陆军部指拨。

### 广州卫戍司令部
1925年国民政府成立后，在其驻先后设立广州卫戍司令部、

### 武汉卫戍司令部
1926年11日国民革命军总司令部命令撤销刘佐龙的武阳夏公安总司令部，成立武汉卫戍司令部。设在武昌原湖北督军署（今武昌造船厂）内。
- 司令
  - 陈铭枢（1926年11月-1927年3月6日）
  - 唐生智（1927年3月10日-1927年7月25日）
  - 李品仙（1927年7月25日-1927年11月）
  - 贺国光（卫戍副司令代理维持1927年11月）
  - 胡宗铎（1927年11月25日-1929年4月5日），司令部驻汉口铭新街今（武汉市劳动局）。副司令陶钧，参谋长聂洗。在武汉实施白色恐怖彻底清党。
  - 鲁涤平（1929年4月5日-1930年2月）未到任前由刘峙临时代理
- 武昌卫戍
  -     - 張發奎（第四军副局长，1927年3月10日-4月15日）
    - 叶挺（第二十四师师长，1927年4月15日-）
- 汉口卫戍，设在汉口铭新街（今大智街道办事处）。
  - 李品仙（第八军副军长，1927年3月10日-）

1927年11月，宁汉战争唐生智战败，由李宗仁的新桂系讨唐西征军控制武汉。1929年4月4日蒋桂战争新桂系战败，中央军控制武汉。1930年2月武汉卫戍司令部改组为武汉警备司令部。内设办公厅及参谋、副官、经理、军法、稽查等5处，还设有船舶、火车、新闻、电报邮件等4个检查所。先后担任武汉警备司令的有
1. 夏斗寅（1930.2—1932.4）
2. 叶蓬（1932.4—1935.10）
3. 陈继承（1935.10—1936.12）
4. 郭忏（1936.12—1938.10）

### 首都卫戍司令部
1927年南京国民政府设立。

### 京沪卫戍司令长官公署
1931年设立。

### 南京卫戍总司令部
抗战初期设立。总司令唐生智一级上将。副司令官罗卓英中将。宪兵司令部副司令官兼南京警备司令萧山令少将。指挥了南京保卫战。所辖部队有从淞沪会战中撤退下来的8个师、紧急驰援的5个师，共计13个师。包括：桂永清教导总队（参战3个旅6个团）、宋希濂第七十六军（第36师）、王敬久第七十一军（沈发藻第87师）、孙元良第七十二军（第88师）等德式部队；嫡系国械的俞济时第七十四军（王耀武第51师、冯圣法第58师）、宪兵部队；临时调来的粤军叶肇第六十六军（叶肇第160师、谭邃第159师）和邓龙光第八十三军（巫剑雄第154师、李江第156师），黔军何知重第103师、东北军第五十七军霍守义第112师
师长：；最后加入城防部队的徐源泉二级上将的第二军团（军阀张宗昌的直鲁联军余部）第十军（辖丁治磐第41师、徐继武第48师，是从汉口开来的满编部队）。全部兵力约15万人。
11月20日，唐生智发布戒严令，南京地区进入战时状态。

### 武汉卫戍总司令部
1938年1月11日成立武汉卫戍总司令部，陈诚任卫戍总司令，卫戍部队增至14个师、1个旅以及特种兵一部。随后，组成江防部队，兵力7个师。6月14日，国民政府军事委员会成立第九战区，部队由武汉卫戍部队改编而成，陈诚任第九战区司令长官，负责武汉及长江以南及武汉的防务；李宗仁的第五战区负责大别山南北两翼及长江北岸的防务。

### 重庆卫戍总司令部
1940年成立。
- 总司令刘峙/1941年贺国光/1942年刘峙/1945年2月10日王缵绪
- 副总司令：1942年郭寄峤/1943年陈继承/1946年王敬久
- 参谋长冯嶷/1941年彭进之/1943年郝家骏

下辖重庆防空部、川江航运部。4个警备区、第九十三军、第九十七军。
1946年6月改称重庆警备总司令部，隶属武汉行营。原副总司令王敬久继任警总总司令，警总副总司令李根固。1946年8月，总司令王敬久调任第32集团军总司令，孙元良继任总司令。

### 首都卫戍总司令部
1946年5月在南京设立。
1947年秋宪兵司令部警务少将处长卫持平任首都卫戍总司令部少将参谋长兼第一届国民大会警卫处处长。1947年12月联勤第8补给区（兰州）中将司令张知行调任参谋长。
1948年初傅作义就任华北剿匪总司令部总司令，孙连仲主动辞去保定绥靖公署主任职务，任总统府参军长兼首都卫戍总司令部总司令。1948年11月，张耀明由西北战场调回南京, 任首都卫戍总司令。副总司令覃异之、陈沛。
1949年3月24日晚，所辖第四十五军第97师师长王晏清率部289团、290团北渡长江，在南京西郊采石附近起义投共。空军飞机向投共部队投撒宣传单劝说后，仅289团团长杨正洲（杨镇洲）是王晏清亲信，290团团长黄子安看到传单后即率部返回，走在前面的289团看到290团返回后，也跟着回去了。杨镇洲跟着王宴清以及几个参与起义事宜的干部，带着师部警卫排继续向北快速前进，最后只有100多人跟着王晏清起义投共成功。第四十五军军长赵霞因此被撤职查办后，首都卫戍副总司令陈沛兼任该军军长。

### 京沪卫戍总司令部
1945年9月4日第三方面军司令部在上海华懋饭店（今和平饭店）7楼成立“第三方面军前进指挥所”主持上海军事工作，主任张雪中。9月7日第三方面军司令部迁沪，改称京沪卫戍总司令部，负责京沪区受降。1945年12月迁无锡。
- 总司令长官汤恩伯
- 副司令孙元良、张雪中、郑洞国（1946年11月调任东北保安司令长官部副司令长官）
- 总参议徐祖诒
- 参谋长王光汉
- 副参谋长李元凯
- 秘书主任胡静如
- 空中运输总指挥缪启贤
- 外事处长谢灏岑（内分联络、招待、翻译三组）
- 第三战区兵站司令部：1945年9月7日成立，驻地为宝山路宝兴路口175号。司令杨政民。参谋长何以鸣。辖有江湾汽车厂、江湾军用医院及汽车兵团（计4个营），办理粮秣补给任务。同年12月兵站随第三方面军迁无锡。上海留一个指挥所，25日奉令撤销。
- 上海指挥所：第三方面军迁锡后成立，驻江湾路指挥该部留沪各单位。主任张雪中（1946年初由郑洞国继任）。副主任兼参谋长宋思一。该部内设；机要、参谋、副官三组，指挥外事处、对日联络组、警卫部队特务连队以及统一指挥总部留沪机关。
- 政治部：1945年11月中旬在沪成立，驻黄陆路（今黄渡路）55号。主任孙元良。
- 上海港口运输司令部：1945年11月16日成立，内设三个组：港务组、检查组、总务组。司令谢灏岑
- 日俘管理处；1945年9月成立，驻九江路45号。办理日俘管理事宜
- 日侨管理处：1945年9月成立，驻狄思威路（今溧阳路）东洋花园内。处长王光汉，副处长邹任之。
- 新闻联络组：组长张玉麟

1949年1月18日京沪警备总司令部扩大为京沪杭警备总司令部，并发表汤恩伯专任总司令（撤销衢州绥靖公署）。